# Rachael Padman
Rachael Padman (*1954) je australská lektorka fyziky na univerzitě v Cambridge v Anglii. Pochází z Melbourne, vystudovala elektrotechniku na Monashově univerzitě v Austrálii a specializovala se na radioastronomii. Po doktorském studiu přispěla k výzkumu hvězdné evoluce (vzniku hvězd). Nyní se věnuje především administrativním pracím v oblasti výuky. Padman je členem Mezinárodní astronomické unie.
Rachael Padman je transrodová žena a v roce 1982, kdy na Cambridgeské univerzitě získávala doktorát z astronomie, podstoupila operaci změny pohlaví. V roce 1996 byla zvolena členkou Newnham College, jedné ze tří výhradně ženských kolejí tehdejší Cambridgeské univerzity, což se setkalo s odporem některých lidí, kteří neúspěšně tvrdili, že Padmanová by neměla být jmenována členkou, protože jí byl při narození přiřazen mužský rod.

## Raný život a vzdělání
Padmanová se narodila v roce 1954 v Melbourne a navštěvovala střední školu Melbourne High School na melbournském předměstí South Yarra. Byla školní kadetskou kapitánkou a dva roky po sobě vyhrála cenu ve střelbě z pušky. Získala první titul v oboru elektrotechniky na Monash University v Austrálii. Na dva roky se zapojila do výzkumné práce v oblasti radioastronomie na oddělení radiofyziky Commonwealth Scientific and Industrial Research Organisation v Sydney.
Ve své autobiografické eseji "Rachael's Story" hovořila o své celoživotní ženské rodové identitě a jedním z motivů odchodu do Anglie byla naděje na příležitost řešit možnost tranzice. V roce 1977 se usadila v Anglii, kde získala doktorát z astronomie na čistě mužské St John's College v Cambridge a prováděla výzkum v Cavendishově laboratoři Cambridgeské univerzity. Mezi prvními věcmi, které po příjezdu do Cambridge udělala, bylo, že se obrátila na Johna Randalla v londýnské nemocnici Charing Cross, který jí předepsal estrogen. V roce 1978 se vyoutovala jako transrodová osoba a začala spolupracovat se svým vedoucím doktorského studia Richardem Hillsem. Titul získala v roce 1982 za doktorskou práci s názvem "Pozorování mezihvězdných molekul na krátkých vlnových délkách".

## Kariéra
Po získání doktorátu se Rachael Padman přestěhovala do USA, kde působila jako Miller Research Fellow na Kalifornské univerzitě v Berkeley. V roce 1984 se vrátila do Cambridge a v Cavendishově laboratoři byla v roce 1984 jmenována zástupkyní projektového vědce pro teleskop Jamese Clerka Maxwella na Havaji. Pracovala zde čtyři roky, než se v roce 1998 stala univerzitní docentkou na katedře fyziky Cambridgeské univerzity. Od roku 2005 se věnuje především administrativě výuky na katedře fyziky. Je ředitelkou pro vzdělávání na School of Physical Sciences. V Newnhamu vyučuje fyziku a zároveň působí jako ředitelka studia přírodních věd.
V roce 1996, kdy byla Padmanová zvolena členkou Newnham College, se o ní veřejně psalo v tisku. Stanovy koleje umožňovaly v institutu působit pouze ženám. Ředitelka, Dr. Onora O'Neillová, věděla, že Padmanová podstoupila operaci změny pohlaví. Feministka Germaine Greerová, která byla členkou řídícího orgánu koleje, se proti jmenování ostře ohradila s tím, že Padmanová je muž. Členové, studenti a zaměstnanci Cambridgeské univerzity Padmanovou podpořili a ona byla přijata bez dalšího odporu. Clare Longriggová uveřejnila ve vydání deníku The Guardian z 25. června 1997 článek s názvem "Sestra bez kamarádského cítění", v němž Padmanovou obvinila a který obsahoval výroky připisované Greerové. Článek byl 19. března 1998 stažen, neboť se ukázalo, že informace jsou nepravdivé, a obvinění vznesené vůči Greerové bylo považováno za neopodstatněné.